# Дюк, Элейн
Элейн Костанцо Дюк (англ. Elaine Costanzo Duke; род. 26 июня 1958) — американский государственный деятель, с 10 апреля 2017 года заместитель министра внутренней безопасности США, с 31 июля 2017 года и.о министра внутренней безопасности США.

## Карьера
С июля 2008 по апрель 2010 года занимала пост заместителя министра внутренней безопасности по вопросам управления.
30 января 2017 года была выдвинута президентом США Дональдом Трампом на должность заместителя министра внутренней безопасности США.
8 марта 2017 года состоялись слушания Элейн Дюк в Комитете Сената США по вопросам национальной безопасности и правительственных дел.
15 марта 2017 года её назначение было передано в Сенат США. 4 апреля 2017 года сенат США 85 голосов против 14 утвердил Элейн новым заместителем министра внутренней безопасности США.
28 июля 2017 года после того, как Джон Келли был назначен главой аппарата Белого дома, Элейн была назначена и.о министра внутренней безопасности США.